# Navadni bršljan
Navadni bršljan (znanstveno ime Hedera helix) je olesenela zimzelena ovijalka iz družine bršljanovk.

## Opis
Skupna dolžina rastline lahko doseže tudi preko 50 m, uspeva pa tako v senčnih gozdovih kot tudi v slabši zemlji. Za svojo rast potrebuje oporo, ki jo najde v drevesih ali zidovih hiš. Navzgor se vzpenja s pomočjo posebnih oprijemalnih koreninic, ki ji služijo kot opora.
Mladi listi navadnega bršljana so svetlo, stari pa temno zelene barve in celorobi. Spodnji listi so srčaste, zgornji pa ovalne oblike. Cvetovi so beli ali svetlo zeleni in združeni v kobule. Bogati so z nektarjem in predstavljajo pomemben vir hrane žuželkam. Rastlina cveti septembra in oktobra, oplojeni cvetovi pa pozimi in spomladi postanejo majhne modre jagode, ki so za ljudi strupene, pozimi pa pomembna hrana nekaterim pticam. Tudi mleček in listi navadnega bršljana so za človeka strupeni, z njim pa se prehranjujejo nekatere žuželke (paličnjaki).

## Uporabnost rastline
Kljub strupenim lastnostim pa so navadni bršljan včasih uporabljali v tradicionalnem ljudskem zdravilstvu. Tako so mleček rastline uporabljali za odstranjevanje bradavic, liste in jagode pa so včasih uporabljali za zdravljenje kožnih in nekaterih drugih bolezni.
Pogani so v preteklosti bršljan uporabljali pri različnih obredih, pripisovali pa so mu tudi čarobno moč.    